# اسپینسا د سرورا
اسپینسا د سرورا (به اسپانیایی: Espinosa de Cervera) یک شهرستان در اسپانیا است.